# Pitkäniemi (halvö i Finland, Norra Österbotten)
Pitkäniemi är en halvö i Finland. Den ligger i Ijo i landskapet Norra Österbotten, i den centrala delen av landet, 600 km norr om huvudstaden Helsingfors.